# Paolo Foti
Paolo Foti (Agira, 12 agosto 1949) è un politico italiano, sindaco di Avellino dal 2013 al 2018.

## Biografia
Laureatosi in giurisprudenza nel 1975 all'Università degli Studi di Napoli Federico II, ha esercitato fino al 1982 la professione di procuratore legale. Da allora è stato direttore dell'Associazione nazionale costruttori edili della provincia di Avellino e direttore della rivista bimestrale «Costruttori Irpini», nonché membro del consiglio d'amministrazione della Cassa edile e della Scuola edile della Provincia di Avellino. Dal 1999 al 2004 è stato membro del consiglio direttivo della Camera di commercio di Avellino.
Ha iniziato la carriera politica nel 1980, quando è stato eletto presidente del consiglio circoscizionale VI del comune di Avellino per la Democrazia Cristiana, partito del quale è stato anche segretario locale fino al 1989.
Alle elezioni amministrative del 2013 si è candidato a sindaco di Avellino, sostenuto da una coalizione di centro-sinistra costituita da Partito Democratico, Centro Democratico e liste civiche. Al secondo turno dell'8 giugno ha avuto la meglio sul candidato dell'Unione di Centro Costantino Preziosi, ottenendo il 60,5% dei voti.
Allo scadere del mandato, Foti decide di non ricandidarsi alle elezioni del 2018, dichiarando successivamente: «Non mi sono ricandidato perché credo nell'alternanza. In Comune devono entrare persone molto più giovani di me, con nuove motivazioni ed energie»
Sposato con Liliana Urciuoli, ha un figlio, Andrea. Appassionato di sport, Foti è stato amministratore delegato della Pallavolo Avellino dal 1999 al 2007 e direttore generale della Pallavolo Atripalda, nonché vice-presidente della Federazione Italiana Pallavolo per la Campania dal 2009.